# ウェイトゥパリス
ウェイトゥパリス（Way To Paris、2013年4月13日 - ）は、フランスの競走馬。2017年から2020年までフランスの重賞戦線で活躍していた馬で、おもな勝ち鞍に2020年のサンクルー大賞（G1）、モーリスドゥニュイユ賞（G2）、シャンティイ大賞（G2）がある。

## 経歴
※ 特記がない限り、馬場はすべて芝コース。
イギリスで生産されたサラブレッドの競走馬である。イタリアのアントニオ・マルチアリス調教師に預託され、2015年10月17日の未勝利戦（サンシーロ競馬場1700メートル）で4着、翌年3月20日の未勝利戦（サンシーロ・2000メートル）で初勝利を手にした。2016年のうちはイタリアの重賞競走で善戦を繰り返し、2017年頃からフランスの競走にも出走、2018年には凱旋門賞（G1）にも出走した（11着）。2018年の10月19日に、アントニオの息子でフランスに拠点を置くアンドレア・マルチアリス厩舎に転厩している。
2019年にパリロンシャン競馬場のバルブヴィユ賞（G3・3100メートル）、ヴィコンテッスヴィジエ賞（G2・3000メートル）と長距離重賞で連続して2着したのち、7月14日のモーリスドゥニュイユ賞（G2・2800メートル）で1番人気マルメロを相手にハナ差で優勝、初のグループ競走勝ちを収めた。同年はその後9月15日のフォワ賞（G2・2400メートル）に出走してヴァルトガイストに2馬身差の2着に入ったが、カドラン賞（G1・4000メートル）では6着、ロワイヤルオーク賞（G1・3100メートル）では5着と凡走が続いた。
2020年、ピエールシャルル・ブドーに乗り替わって出走したパリロンシャンのアルクール賞（G2・5月11日・2000メートル）で2着に入ると、続く5月31日のシャンティイ大賞（G2・ドーヴィル・2500メートル）で2着に4馬身半差の圧勝で久々に勝利を手にした。6月14日に行われたガネー賞（G1・シャンティイ・2100メートル）ではフランスダービー優勝馬のソットサスとの対戦となり、ウェイトゥパリスは最後の直線で後方から追い込む競馬でソットサスに迫ったが、アタマ差届かず2着に敗れた。
6月28日に行われたサンクルー大賞（G1・サンクルー・2400メートル）では5頭立てのなかウェイトゥパリスが1番人気に推され、2着馬ナガノゴールドをクビ差抑えて優勝、初のG1勝ちを収めた。同年はその後フォワ賞（G2）で5着、凱旋門賞（G1）では9着に敗れている。引退レースとなった11月29日のジャパンカップにミルコ・デムーロとのコンビで挑んだがアーモンドアイの10着に終わった。ジャパンカップでは本馬が枠入りを嫌がり発走時刻が5分遅れる原因となったため、引退レースながら規定通り11月30日から12月20日までの出走停止とゲート入り再審査が科せられた。引退後はアイルランドのクーラゴンスタッドにて種牡馬入りする。

## 血統表
| ウェイトゥパリスの血統      | ウェイトゥパリスの血統                             | ウェイトゥパリスの血統                             | （血統表の出典）                                   | （血統表の出典） |
| 父系                        | ダンジグ系                                         | ダンジグ系                                         | ダンジグ系                                         | [ § 2 ]          |
| 父 Champs Elysees 鹿毛 2003 | 父の父*デインヒル Danehill 鹿毛 1986               | Danzig                                             | Northern Dancer                                    | Northern Dancer  |
| 父 Champs Elysees 鹿毛 2003 | 父の父*デインヒル Danehill 鹿毛 1986               | Danzig                                             | Pas de Nom                                         |                  |
| 父 Champs Elysees 鹿毛 2003 | 父の父*デインヒル Danehill 鹿毛 1986               | Razyana                                            | His Majesty                                        | His Majesty      |
| 父 Champs Elysees 鹿毛 2003 | 父の父*デインヒル Danehill 鹿毛 1986               | Razyana                                            | Spring Adieu                                       |                  |
| 父 Champs Elysees 鹿毛 2003 | 父の母Hasili 鹿毛 1991                             | Kahyasi                                            | *イルドブルボン                                    | *イルドブルボン  |
| 父 Champs Elysees 鹿毛 2003 | 父の母Hasili 鹿毛 1991                             | Kahyasi                                            | Kadissya                                           |                  |
| 父 Champs Elysees 鹿毛 2003 | 父の母Hasili 鹿毛 1991                             | Kerali                                             | High Line                                          | High Line        |
| 父 Champs Elysees 鹿毛 2003 | 父の母Hasili 鹿毛 1991                             | Kerali                                             | Sookera                                            |                  |
| 母 Grey Way 芦毛 1993       | 母の父Cozzene 芦毛 1980                            | Caro                                               | *フォルティノ                                      | *フォルティノ    |
| 母 Grey Way 芦毛 1993       | 母の父Cozzene 芦毛 1980                            | Caro                                               | Chambord                                           |                  |
| 母 Grey Way 芦毛 1993       | 母の父Cozzene 芦毛 1980                            | Ride the Trails                                    | Prince John                                        | Prince John      |
| 母 Grey Way 芦毛 1993       | 母の父Cozzene 芦毛 1980                            | Ride the Trails                                    | Wildwook                                           |                  |
| 母 Grey Way 芦毛 1993       | 母の母Northern Naiad 鹿毛 1982                     | Nureyev                                            | Northern Dancer                                    | Northern Dancer  |
| 母 Grey Way 芦毛 1993       | 母の母Northern Naiad 鹿毛 1982                     | Nureyev                                            | Special                                            |                  |
| 母 Grey Way 芦毛 1993       | 母の母Northern Naiad 鹿毛 1982                     | Fascinating Trick                                  | Buckpasser                                         | Buckpasser       |
| 母 Grey Way 芦毛 1993       | 母の母Northern Naiad 鹿毛 1982                     | Fascinating Trick                                  | Intriguing                                         |                  |
| 母系(F-No.)                 | (FN:1-s)                                           | (FN:1-s)                                           | (FN:1-s)                                           | [ § 3 ]          |
| 5代内の近親交配             | Northern Dancer 4x4, Buckpasser 4x5, Natalma 5x5x5 | Northern Dancer 4x4, Buckpasser 4x5, Natalma 5x5x5 | Northern Dancer 4x4, Buckpasser 4x5, Natalma 5x5x5 | [ § 4 ]          |
| 出典                        | 1. 2. 3. 4.                                        | 1. 2. 3. 4.                                        | 1. 2. 3. 4.                                        | 1. 2. 3. 4.      |

- 半兄ディスタントウェイは2006・2007年のイタリア共和国大統領賞勝ち馬。